# Mauro Ranallo
Mauro Domenico Ranallo, né le 21 décembre 1969 à Abbotsford en Colombie-Britannique, plus connu par son nom de scène Mauro Ranallo, était un commentateur à la World Wrestling Entertainment.

## Carrière dans le catch

### World Wrestling Entertainment (2016-2020)

#### Commentateur à SmackDown (2016-2017)
À la suite de divers problèmes avec ses collègues au sein de la WWE, il enlève toute allusion à la WWE sur son compte Twitter et annonce qu'il compte reprendre son poste de commentateur en MMA.

#### Commentateur à NXT (2017-2020)
Le 22 juin 2017, Ranallo annonce qu'il rejoint NXT et signe un nouveau contrat avec la WWE.
Il quitte la WWE le 1er septembre 2020.

#### Commentateur à IMPACT Wrestling (2021)
Ranallo était présent le 25 avril 2021 pour commenter le match titre contre titre opposant le champion mondial de l'AEW Kenny Omega contre le champion mondial de IMPACT Rich Swann.